# 文英书院
文英书院，位于中国广东省清远市英德市大湾镇金湾社区西南郊金山，为清远市英德市的一个省级文物保护单位，类型为古建筑，公布时间为2019年4月。
文英书院的历史年代为清代。